# Ion Zangor
Ion Zangor (1938-1973) fue un deportista rumano que compitió en bobsleigh en la modalidad cuádruple. Ganó dos medallas en el Campeonato Europeo de Bobsleigh, bronce en 1970 y oro en 1971.

## Palmarés internacional
| Campeonato Europeo | Campeonato Europeo         | Campeonato Europeo | Campeonato Europeo |
| Año                | Lugar                      | Medalla            | Prueba             |
| ------------------ | -------------------------- | ------------------ | ------------------ |
| 1970               | Cortina d'Ampezzo (Italia) | Medalla de bronce  | Cuádruple          |
| 1971               | Königssee (RFA)            | Medalla de oro     | Cuádruple          |